# ノーズワックス

ノーズワックスで鼻毛を抜く男性

ノーズワックスは、ワックスを用いておこなう鼻毛の脱毛で、鼻の穴入口から5ミリメートル程度の横から「はみ出て見える」部位に生えている毛をワックス脱毛によって毛根から除去する脱毛法の一種である。

## 手順
他のワックス脱毛と同様に、脱毛する部位に温めたワックス剤を鼻の穴に入れ、一気に引き抜き脱毛する。ワックス剤にはソフト（ストリップワックス＝ペーパー（専用の不織布）を使用するワックス剤）とハード（ペーパーを使用しないワックス剤）があり、施術部位や毛の長さ、技術者の好み（溶剤の扱いやすさ）により用途が異なる。ノーズワックス脱毛では、専用の不織布を使用せず、上記記載のハードワックス剤を使用して行う。ワックス剤を鼻の穴入口より数ミリ～5ミリ程度に挿入し、数十秒後に堅くなってきたワックス剤を確認後、一気に鼻の穴から引き抜く。この種の脱毛法の利点は、かみそり負けを生じないことと、毛根から抜き去る事で、毛の再生がゆっくりとしていることである。また、不利な点として、体の最も敏感な部分に対して行うために、脱毛からしばらくの間、皮膚が赤くなることも多く、鼻の奥まで入れすぎると粘膜に傷が付き、鼻血を引き起こす場合がある。

## 起こりうる皮膚疾患
脱毛行為を行うことで様々な皮膚疾患が考えられる。人々が行う脱毛行為にはレーザー脱毛、フォト脱毛（光）、ワックス脱毛、クリーム脱毛、カミソリ処理、毛抜き処理等様々な脱毛方法が存在する。これらすべての脱毛行為において確実に起こるであろう皮膚トラブルは施術箇所が赤くなる、毛穴がブツブツと赤くなる、施術箇所が腫れる、施術箇所が熱を持つという症状は上記脱毛行為を行う95%以上で多く確認報告されている。
また、これら以外で起こりうる症状は埋没毛、毛膿炎、内出血、色素沈着、肌荒れ等である。個々の皮膚の状態やその日の体調などにもよるが、ブラジリアンワックス脱毛での内出血と肌荒れについては起きる可能性が高い。
ワックス剤を付け剥がすという行為で皮膚が引っ張られ、内出血を起こす事がある。

## 鼻毛を抜くことによる医師の見解
「鼻毛脱毛について、入口から数ミリ程度をお手入れするのが、美容と健康に一番良いと考えられます」との見解もある。